# Ermita de San Miguel Arcángel (Albaida)

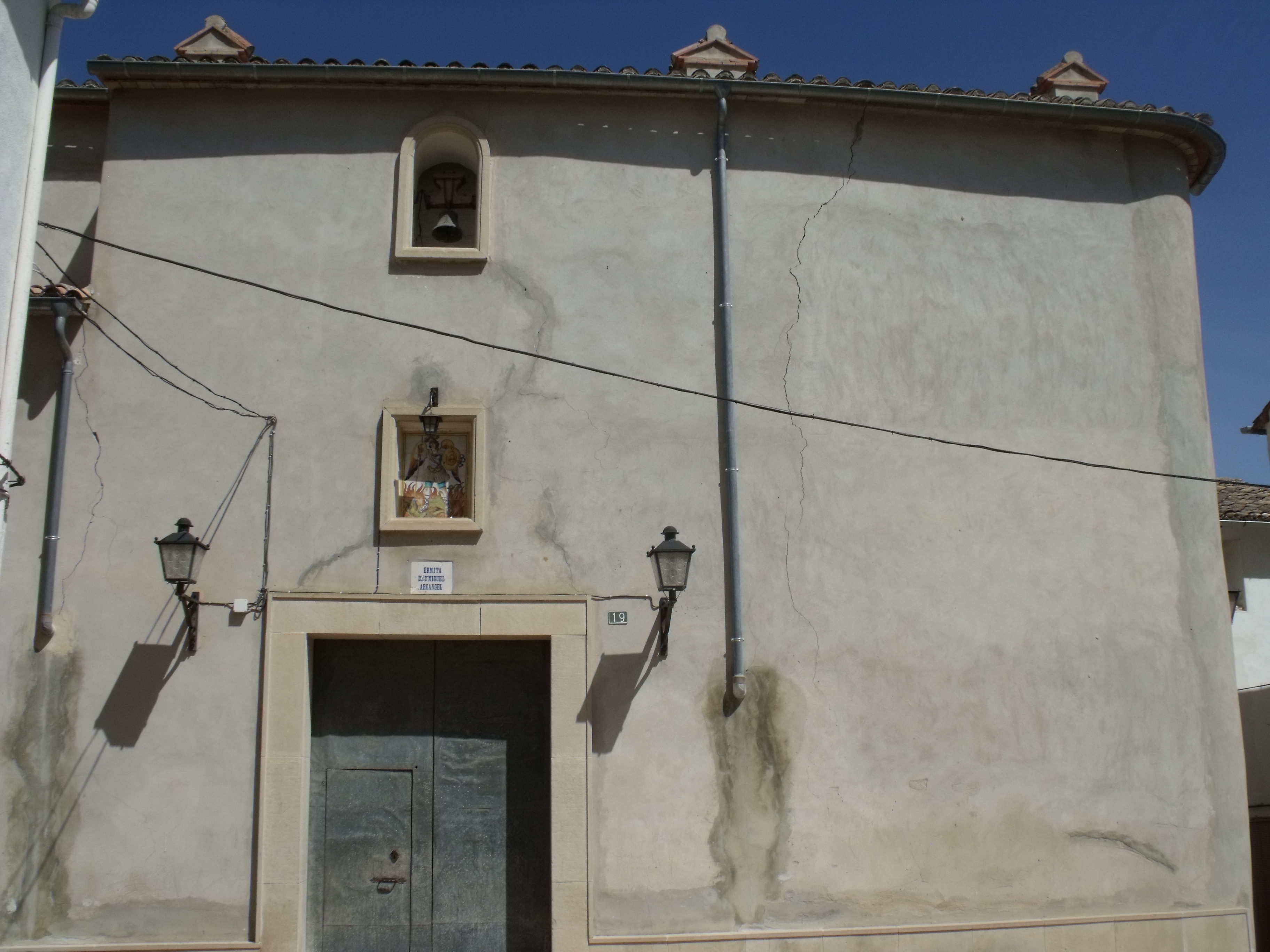
Ermita en Albaida

La ermita de San Miguel Arcángel es un templo católico situado en la calle San Miguel, 19, en el municipio de Albaida. Es Bien de Relevancia Local con identificador número 46.24.006-013.

## Historia
Se construyó en el siglo XIX, por lo menos en su estructura actual. Semiabandonada durante parte del XX, fue posteriormente restaurada.
A inicios del siglo XXI, se desarrolla en ella culto de forma ocasional.

## Descripción
Es un edificio muy sencillo, alineado con el resto de viviendas de la calle, de las que no se diferencia mucho. Su puerta está adintelada y emplanchada, recayendo a una plazoleta. Sobre la puerta hay un retablo cerámico del santo titular, iluminado por un farol de forja. Entre el retablo y la puerta hay un zocalillo con el nombre de la ermita. El tejado es a dos aguas, y bajo su alero se abre un hueco de medio punto con moldura que alberga la campana. Hay también una puerta lateral adintelada y emplanchada, con vano semicircular cubierto por tela metálica, a la que se accede por una escalera de cuatro escalones.
El interior está cubierto con una bóveda vaída y posee cuerpos que sobresalen a derecha e izquierda. Hay un altar barroco para la imagen de San Miguel Arcángel. El templo alberga un lienzo del siglo XVIII que representa a la Divina Aurora.